# Dōshisha-Universität

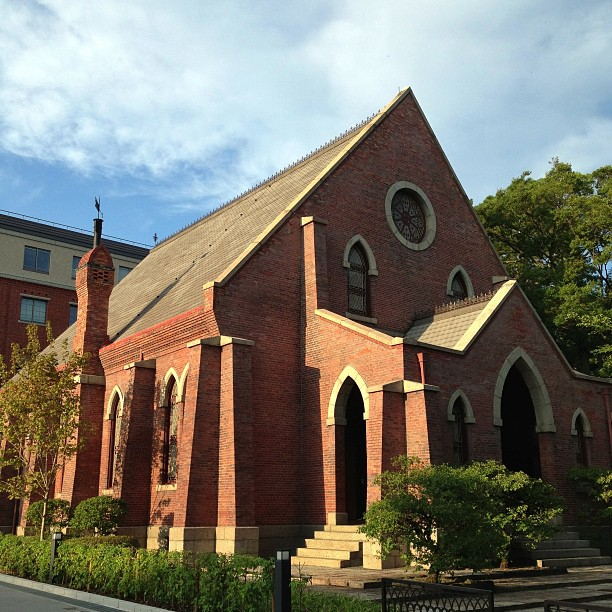
Imadegawa-Campus

Die Dōshisha-Universität (japanisch 同志社大学 Dōshisha Daigaku) ist eine private Universität in der Präfektur Kyōto, Japan.  Studentenzahl ist 24.000. Die Studenten werden auf zwei Campus verteilt (Kyōtanabe-Campus in Kyōtanabe und Imadegawa-Campus im Kyōtoter Stadtbezirk Kamigyō-ku). Die Doshisha besteht aus 9 Fakultäten.
Die Dōshisha unterhält ein ausgedehntes Austauschprogramm mit der Fakultät für Japanologie an der Universität Tübingen.

## Geschichte
Gegründet wurde die Universität von einem ehemaligen Samurai Niijima Jō (1843–1890). Niishima war 1864, getrieben vom Wunsch nach einer westlichen Ausbildung, heimlich aus Japan nach Boston, Massachusetts entkommen. Damals war eine Auslandsreise von der Regierung strikt verboten. In Boston besuchte er die Phillips Academy, die Amherst College und das Theologische Andover-Seminar unter dem Namen Joseph Hardy Neeshima. So wurde er zum ersten japanischen Staatsangehörigen dem in Übersee akademische Auszeichnungen verliehen wurden.
Als sich Japan dem Westen öffnete, kehrte er 1875 zurück, und gründete die „Englisch-Schule der Dōshisha“ (同志社英学校, Dōshisha Eigakkō) in Kyoto, die schließlich auch eine Rechtsschule, eine gewöhnliche Schule und ein Frauencollege umfasste. Der Name Dōshisha bedeutet „Gemeinschaft Gleichgewillter“ im Sinne einer Vereinigung protestantischer Glaubensgenossen. Von 1892 bis 1918 lehrte der Missionar der amerikanischen Congregational Church Otis Cary an der Dōshisha.
Im Jahr 1920 war Dōshisha schließlich zu einer Universität anglo-amerikanischer Art gewachsen. Während des Zweiten Weltkriegs wurden die Gebäude mit japanischen Namen umbenannt, und der pro-westliche Anteil der Universitätsgeschichte ausgeklammert, beide Änderungen wurden jedoch nach der japanischen Kapitulation wieder rückgängig gemacht.
Eines der Studentenlieder heißt Doshisha College Song, gedichtet 1908 von William Merrell Vories (1880–1964). Er benutzte die Melodie von der „Wacht am Rhein“ (von Carl Wilhelm).

## Bekannte Absolventen
- Takako Doi (1928–2014), Politikerin
- Yasutaka Tsutsui (* 1934), Science-Fiction-Autor
- Gunpei Yokoi (1941–1997), Spieleentwickler
- Haruhisa Handa (* 1951), Unternehmer, Philanthrop, Opernsänger, Nō-Darsteller und religiöser Führer
- Masaki Sumitani (* 1975), Comedian und Wrestler
- Miho Yoshimura (* 1997), Degenfechterin